# Ecorregión marina mar de Amundsen/Bellingshausen
La ecorregión marina mar de Amundsen/Bellingshausen (en  inglés Amundsen/Bellingshausen Sea) (228) es una georregión ecológica situada en aguas marinas de la Antártida occidental. Se la incluye en la provincia marina Antártida de alta continentalidad de la ecozona oceánica océano Austral (en inglés Southern Ocean).
Su nombre es otorgado por los dos mares que hacen de núcleo, el mar de Bellingshausen y el mar de Amundsen. La ecorregión marina mar de Amundsen/Bellingshausen cubre las aguas y costas del océano Antártico desde la base occidental de la península Antártica por el este hasta más allá de los límites occidentales del mar de Amundsen, por el oeste. Mayormente se encuentra en las costas de las Tierras de Marie Byrd y de  Ellsworth.